# 1877 a vasúti közlekedésben
Ez a szócikk a 1877-ben történt vasúti eseményeket mutatja be.

## Események a világban
- USA - 1877-es nagy vasutassztrájk

## Események Magyarországon
- október 28. – Megnyílik a budapesti Nyugati pályaudvar.